# سیارک ۱۳۷۷۴
سیارک ۱۳۷۷۴ (به انگلیسی: 13774 Spurny، نامگذاری:1998TW30) سیزده هزار و هفتصد و هفتاد و چهارمین سیارک کشف شده‌است که در ۱۰ اکتبر ۱۹۹۸ کشف شد.
قدر مطلق سیارک برابر ۳۰.۹ است.